# アビアタル
アビアタルは、旧約聖書に登場する人物。名前はヘブライ語で「偉大な父」「父は豊かに与えられる」という意味である。
ノブの祭司アヒメレクの息子である。ダビデを助けたという理由でサウルはアヒメレク一族を虐殺した。その時にアビアタルが一人逃れて、ケイラの所にいたダビデの所に身を寄せた。後にダビデ王の祭司となり、ダビデのために神意を伺った。
ダビデがエルサレムでイスラエルの王になった時には、王に従い、契約の箱をエルサレムに運び入れた。王の治世の末期にアドニヤを王にししようとして失敗し、新王ソロモンによって祭司職から罷免された。